# Argelos, Landes

Argelos este o comună în departamentul Landes din sud-vestul Franței. În 2009 avea o populație de 180 de locuitori.

## Evoluția populației
| An        | 1975 | 1982 | 1990 | 1999 | 2006 | 2009 |
| --------- | ---- | ---- | ---- | ---- | ---- | ---- |
| Populație | 178  | 159  | 181  | 173  | 169  | 180  |